# Cobubatha dissociata
Cobubatha dissociata is een vlinder uit de familie van de uilen (Noctuidae). De wetenschappelijke naam van deze soort is voor het eerst voorgesteld als Eustrotia dissociata door Harrison Gray Dyar Jr. in een publicatie uit 1912.
De soort komt voor in Mexico.